# Yenişarbademli
Yenişarbademli là một huyện thuộc tỉnh Isparta, Thổ Nhĩ Kỳ. Huyện có diện tích 385 km² và dân số thời điểm năm 2007 là 2699 người, mật độ 7 người/km².